# Parc provincial du Sentier-Fundy
Le parc provincial du Sentier-Fundy (anglais : Fundy Trail Provincial Park) est un parc provincial du Nouveau-Brunswick (Canada) situé dans le comté de Saint-Jean. Il a été inclus dans la réserve de biosphère de Fundy.

## Géographie
Le parc provincial du Sentier-Fundy a une superficie de 25,79 km, ce qui en fait le second parc provincial de la province pour sa superficie. Il est situé entièrement dans la paroisse de Saint-Martin, elle-même localisée dans le comté de Saint-Jean. Le parc partage sa limite occidentale avec la zone naturelle protégée de la Rivière-Little-Salmon. Il est situé dans la zone tampon de la réserve de biosphère de Fundy, qui a été reconnu en 2007 par l'UNESCO.

## Tourisme et infrastructures
Le parc a été visité en 2010 par 57 708 visiteurs. 
Le parc est traversé par une promenade de 16 km traversant le parc d'est en ouest. Cette promenade permet d'accéder à 16 belvédères et points de vue. 
Au niveau de la randonnée, il possède 16 km de sentiers polyvalents permettant la randonnée pédestre et à vélo. Le centre d’accueil de la Grande rivière Salmon permet l'accès au sentier pédestre Fundy, un sentier de longue randonnée de 41 km reliant le parc au parc national de Fundy. 
Il est possible de loger dans le chalet Hearst ou dans un de ses deux petits chalets adjacents.